# Vieux Théâtre de Lublin
Le Vieux Théâtre de Lublin est un théâtre d’imprésario (sans troupe permanente) qui est situé à Lublin. Il a ouvert en 1822. Au début, il abritait la scène dramatique et la scène de l’opéra de Lublin, et au XXe siècle il abritait aussi le cinéma. 

## Informations générales
Le Vieux Théâtre de Lublin est le deuxième théâtre le plus vieux qui existe encore en Pologne, après le Vieux Théâtre de Helena Modrzejewska à Cracovie. Le bâtiment du XIXe siècle est situé dans la vieille ville de Lublin. Il a été construit dans le style classique et décoré de fausses arcades et de panneaux rectangulaires. En plus, il a été décoré de moulures du côté de la rue Jezuicka. Sur la façade, il y a des bas-reliefs en forme de masques et de griffons. 
À l’origine, le bâtiment était divisé en quatre étages. Il contenait le parterre, les places au premier étage, le balcon et la galerie. On éclairait la scène par des lampes à huile, et ensuite par des lampes à pétrole. À la suite de la reconstruction d’entre 2007 et 2012, le bâtiment a obtenu deux étages souterrains, où il y avait les entrepôts et les installations sanitaires (à l’origine, le théâtre n’avait pas de sous-sol). On a maintenu la configuration de l’espace originelle (le foyer – l’auditorium – la scène – l’arrière-scène). Après la reconstruction, le théâtre a 165 places assises.

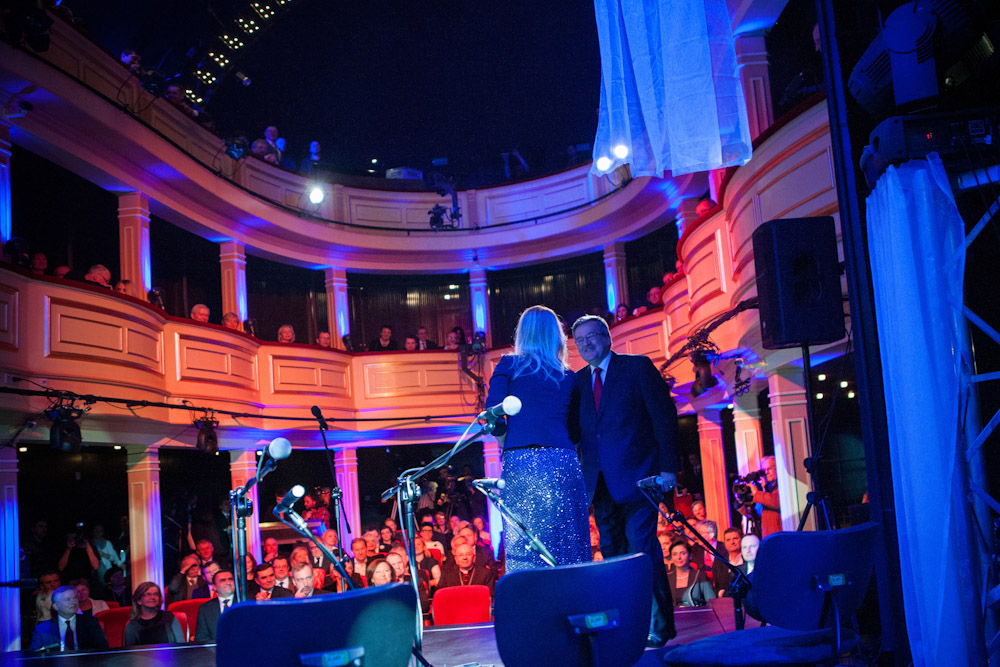
Le président Bronisław Komorowski pendant l’inauguration du Vieux Théâtre en 2012

Actuellement, plusieurs événements culturels ont lieu dans le Vieux Théâtre. On y organise les spectacles de théâtre, les concerts, les débats et les activités éducatives pour les enfants. Il est un établissement de caractère interdisciplinaire, dynamique et éducatif. 

## Historique
Le Vieux Théâtre de Lublin a été créé le 5 juillet 1822 à la place des bâtiments détruits au XVIe siècle, à l’arrière d’un immeuble créé par Łukasz Rodakiewicz. Le premier spectacle a eu lieu le 20 octobre 1822. Bien que le bâtiment était étroit, inconfortable et aménagé de manière primitive, il a été utilisé en tant que bâtiment du théâtre d’hiver jusqu’en 1886. À partir de la fin du XIXe siècle, après la création du nouveau théâtre plus grand – le Théâtre Juliusz Osterwa, principalement les troupes de théâtre itinérant et les artistes de cirque jouaient sur la scène du vieux théâtre. 
En 1907, on a créé le cinéma, nommé Théâtre Optique Parisien, et l’établissement fonctionnait en tant que ciné-théâtre. Pendant l’entre-deux-guerres, les troupes théâtrales juives jouaient souvent au théâtre. Dans les années suivantes, le cinéma portait le nom Rialto, et ensuite Staromiejskie. La dernière séance a eu lieu en 1981. Plus tard, le bâtiment a plusieurs fois subi un incendie (entre autres en 1993), et il devenait de plus en plus négligé. En 1994, la fondation Galeria na Prowincji a acheté le théâtre pour 100 zlotys en promettant de le rénover en deux ans. Elle n’a pas tenu sa promesse, et le bâtiment tombait en ruine. 
En 2000 et ensuite en 2003, le restaurateur de monuments a demandé aux autorités d’exproprier la fondation, mais le président Andrzej Pruszkowski a refusé en craignant le risque de la nécessité de payer les indemnités. En janvier 2005, le bureau du procureur a accusé les présidents de la fondation d’avoir risqué l’effondrement du bâtiment et d’avoir abandonné les travaux de reconstruction. En résultat, le monument historique a été récupéré par le trésor public. En 2007, le bâtiment a été repris par la ville.
En raison de dégradation progressive, le bâtiment a été inscrit sur la liste de 100 bâtiments les plus menacés de l’Observatoire des monuments mondiaux, du programme Fonds mondial pour les monuments (WMF). Le bâtiment attendait la rénovation pendant plusieurs années et les travaux ont débuté en 2007. La rénovation a coûté plus de 26 millions de zlotys, et la ville a obtenu 20 millions de zlotys de subvention du programme de l’Union européenne « Infrastructures et environnement ». En décembre 2010, on a lancé un concours pour un poste de directeur du Vieux Théâtre. Le candidats ont été obligés de présenter la conception de fonctionnement du théâtre en 2016 (Lublin était candidat de titre de capitale européenne de la culture). C’était Karolina Rozwód, liée à l’administration de la ville, à TVP Kultura et à l’Institut Polonais d’Art Cinématographique qui est devenue directrice du théâtre. 
Le 16 février 2012, on a organisé la journée portes ouvertes et on a présenté l’intérieur rénové du Vieux Théâtre. Le premier spectacle après la rénovation a eu lieu le 11 mars 2012. Parmi le public, il y avait le président de la République Bronisław Komorowski. L’activité artistique du Vieux Théâtre a été inaugurée par le concert du guitariste de flamenco, José Fernández Torres avec son groupe. Le concert « Luz de Guia » a été retransmis par TVP Kultura et diffusé sur un grand écran installé dans la place de la vieille ville de Lublin, et l’événement était animé par Grażyna Torbicka.